# Zagrebačka nogometna zona 1979./80.
Zagrebačka nogometna zona  (također i kao Zagrebačka zona – skupina Zagreb) je bila liga petog stupnja nogometnog prvenstva Jugoslavije u sezoni 1979./80. 
 
Sudjelovalo je 14 klubova, a prvak je bila "Dubrava" iz Zagreba. 

## Ljestvica
| mj. | klub                  | ut. | pob. | ner. | por. | gol+ | gol- | bod |
| --- | --------------------- | --- | ---- | ---- | ---- | ---- | ---- | --- |
| 1.  | Dubrava Zagreb        | 26  | 19   | 4    | 3    | 79   | 23   | 42  |
| 2.  | Radnik Velika Gorica  | 26  | 19   | 4    | 3    | 64   | 20   | 42  |
| 3.  | Končar Zagreb         | 26  | 15   | 4    | 7    | 49   | 28   | 34  |
| 4.  | Mladost Zabok         | 26  | 10   | 8    | 8    | 46   | 35   | 28  |
| 5.  | Jedinstvo Zagreb      | 26  | 7    | 13   | 6    | 46   | 27   | 27  |
| 6.  | Samobor               | 26  | 10   | 7    | 9    | 48   | 45   | 27  |
| 7.  | Metalac Zagreb        | 26  | 9    | 8    | 9    | 34   | 41   | 26  |
| 8.  | Sloga Novoselec       | 26  | 10   | 5    | 11   | 44   | 50   | 25  |
| 9.  | Chromos Zagreb        | 26  | 9    | 2    | 15   | 36   | 53   | 20  |
| 10. | PIK Vrbovec           | 26  | 7    | 6    | 13   | 25   | 54   | 20  |
| 11. | Udarnik Kurilovec     | 26  | 5    | 9    | 12   | 29   | 42   | 19  |
| 12. | Bistra (Donja Bistra) | 26  | 6    | 7    | 13   | 27   | 43   | 19  |
| 13. | Ponikve Zagreb        | 26  | 6    | 3    | 17   | 17   | 57   | 15  |
| 14. | Trnje Zagreb          | 26  | 5    | 5    | 16   | 24   | 64   | 15  |

- Kurilovec danas dio Velike Gorice

## Rezultatska križaljka
| kratica | klub                  | BIS | CHR | DUB | JED | KON | MET | MLA | PIKV | PON | RAD | SAM | SLO | TRNJ | UDA |
| --- | --------------------- | --- | --- | --- | --- | --- | --- | --- | ---- | --- | --- | --- | --- | ---- | --- |
| BIS | Bistra (Donja Bistra) |     |     |     |     |     |     |     |      |     |     |     |     |      |     |
| CHR | Chromos Zagreb        |     |     |     |     |     |     |     |      |     |     |     |     |      |     |
| DUB | Dubrava Zagreb        |     |     |     |     |     |     |     |      |     |     |     |     |      |     |
| JED | Jedinstvo Zagreb      |     |     |     |     |     |     |     |      |     |     |     |     |      |     |
| KON | Končar Zagreb         |     |     |     |     |     |     |     |      |     |     |     |     |      |     |
| MET | Metalac Zagreb        |     |     |     |     |     |     |     |      |     |     |     |     |      |     |
| MLA | Mladost Zabok         |     |     |     |     |     |     |     |      |     |     |     |     |      |     |
| PIKV | PIK Vrbovec           |     |     |     |     |     |     |     |      |     |     |     |     |      |     |
| PON | Ponikve Zagreb        |     |     |     |     |     |     |     |      |     |     |     |     |      |     |
| RAD | Radnik Velika Gorica  |     |     |     |     |     |     |     |      |     |     |     |     |      |     |
| SAM | Samobor               |     |     |     |     |     |     |     |      |     |     |     |     |      |     |
| SLO | Sloga Novoselec       |     |     |     |     |     |     |     |      |     |     |     |     |      |     |
| TRNJ | Trnje Zagreb          |     |     |     |     |     |     |     |      |     |     |     |     |      |     |
| UDA | Udarnik Kurilovec     |     |     |     |     |     |     |     |      |     |     |     |     |      |     |
| |                       |     |     |     |     |     |     |     |      |     |     |     |     |      |     |
| podebljan rezultat - utakmice od 1. do 13. kola (1. utakmica između klubova) rezultat normalne debljine - utakmice od 14. do 26. kola (2. utakmica između klubova) rezultat nakošen - nije vidljiv redoslijed odigravanja međusobnih utakmica iz dostupnih izvora rezultat smanjen * - iz dostupnih izvora nije uočljiv domaćin susreta prekrižen rezultat - poništena ili brisana utakmica p - utakmica prekinuta 3:0 p.f. / 0:3 p.f. - rezultat 3:0 bez borbe |                       |     |     |     |     |     |     |     |      |     |     |     |     |      |     |

 Izvori:

## Kvalifikacije za Ligu Zagrebačke regije
Igrano u lipnju 1980. godine
| Moslavina Kutina |  | – |  | Dubrava Zagreb |  | 0:1, 1:5 |  |

"Dubrava" se plasirala u Ligu Zagrebačke regije
 Izvori: 